# Yu Ai-wen
Yu Ai-wen (chiń. 余艾玟; ur. 27 grudnia 1995 w Taoyuan) – tajwańska strzelczyni, złota medalistka uniwersjady, uczestniczka dwóch igrzysk olimpijskich.
Strzelectwo uprawia od 2008 r., a w międzynarodowych zawodach startuje od 2009 r.

## Igrzyska olimpijskie
W 2012 r. wzięła udział w zawodach w strzelaniu z pistoletu pneumatycznego z 10 m na igrzyskach olimpijskich. Zajęła 36. miejsce z 375 punktami. Była najmłodszym strzelcem i Tajwańczykiem na tych igrzyskach. Cztery lata później w Rio de Janeiro zajęła 31. pozycję w tej samej konkurencji. Lepiej poradziła sobie w konkurencji z pistoletu sportowego na dystansie 25 metrów, zajmując 18. miejsce.
| Igrzyska | Miejscowość    | Konkurencja                 | Kwalifikacje | Kwalifikacje | Finał                   | Finał                   |
| Igrzyska | Miejscowość    | Konkurencja                 | Wynik        | Pozycja      | Wynik                   | Pozycja                 |
| -------- | -------------- | --------------------------- | ------------ | ------------ | ----------------------- | ----------------------- |
| IO 2012  | Londyn         | Pistolet pneumatyczny, 10 m | 375          | 36.          | Nie zakwalifikowała się | Nie zakwalifikowała się |
| IO 2016  | Rio de Janeiro | Pistolet pneumatyczny, 10 m | 378          | 31.          | Nie zakwalifikowała się | Nie zakwalifikowała się |
| IO 2016  | Rio de Janeiro | Pistolet sportowy, 25 m     | 577          | 18.          | Nie zakwalifikowała się | Nie zakwalifikowała się |